# Ластиене, Петронеле
Петронеле Ластиене (лит. Petronėlė Lastienė, 7 сентября 1897, Далгине, Мариампольский уезд, Сувалкская губерния, Российская империя — 30 ноября 1981, Каунас, Литовская ССР), урождённая Сирутье (лит. Sirutytė) — литовский педагог, переводчица, политзаключённая, Праведник народов мира.

## Биография
Её отец в год её рождения был арестован и сослан в Сибирь за контрабанду книг на литовском языке из Восточной Пруссии, он вернулся на родину в 1905 году. В 1914 году Петронеле окончила женскую гимназию в Мариамполе.
Во время Первой мировой войны в 1915—1916 годах была сестрой милосердия на фронте. Затем училась на Высших женских курсах В. А. Полторацкой в Москве на историко-филологическом факультете, во время учёбы на курсах она преподавала детям беженцев. После Октябрьской революции она работала в юридическом отделе Латвийского комиссариата, а в 1918 году вернулась в Литву.
С 1918 по 1923 год преподавала историю, географию и русский язык в Мариямпольской реальной гимназии. Она вышла замуж за своего коллегу-учителя, поэта Адомаса Ластаса (1887—1961). В 1923 году её перевели в Каунасскую гимназию для взрослых, в том же году она поступила на третий курс исторического отделения гуманитарного факультета Каунасского университета. Она окончила университет в 1928 году, в гимназии для взрослых проработала до 1937 года. Она также была одним из редакторов журнала для скаутских руководителей «Vadovė» («Вождь»), который выходил с 1929 по 1940 год.
Затем она работала учителем истории в Каунасской 5-й государственной гимназии, а после присоединения Литвы к СССР в 1940 году стала директором этой гимназии. Оба брата Петронеле стали жертвами июньской депортации 1941 года, оба они погибли.
Во время немецкой оккупации Литвы Петронеле прятала еврейских детей из Каунасского гетто, включая свою бывшую ученицу Тамару Лазерсон.
При отступлении немцев из Литвы три сестры Петронеле эвакуировались в Германию, а затем эмигрировали в США, Австралию и Канаду.
После освобождения Литвы советскими войсками Петронеле была назначена главным инспектором Каунасского отдела образования. Затем она стала доцентом исторического факультета Каунасского университета и возглавила рабоче-крестьянские подготовительные курсы при университете.
Вместе с несколькими товарищами, включая Пятраса Климаса, Петронеле составила петицию к западным государствам о независимости Литвы, которую пытались тайно переправить за рубеж Об этом стало известно НКГБ, и осенью 1945 года Петронеле была арестована. Военный трибунал приговорил её к восьми годам лагерей и пяти годам ссылки. Срок заключения она отбывала в Ухтижемлаге, где работала медсестрой.
В 1953 году она была освобождена и вернулась в Литву, но долгое время ей не удавалось получить прописку и устроиться на работу. Тогда бывший ученик Петронеле Казимерас Баршаускас, ставший ректором Каунасского политехнического института, обратился к первому секретарю ЦК Компартии Литвы Анастасу Снечкусу с просьбой разрешить принять Петронеле на работу в свой институт. Такое разрешение было дано, но Петронеле запретили преподавать историю, поэтому с 1955 года и до выхода на пенсию в 1963 году она работала на кафедре русского языка Каунасского политехнического института.
Петронеле перевела на литовский язык и опубликовала «Майский праздник» итальянского писателя П. Гори, комедию «Леший» А. Чехова, «Историю средних веков» и «Историю нового времени» Р. Виппера, а также «Бродяг Севера» Д. Кервуда.
В 2000 году посмертно Яд Вашем присвоил ей звание Праведника народов мира, а в 2004 году президент Литвы посмертно наградил её «Крестом Спасения погибающих».